# Idol Colombia
Idol Colombia es la versión colombiana de American Idol, un formato televisivo de talentos, originario de Reino Unido ha llegado a más de cincuenta países del mundo. En "Idol Colombia" se buscaban a colombianos con talento vocal que, para demostrarlo, estuvieron cuatro grandes estrellas de la música que se encargaron de encontrar a la mejor voz. El programa buscaba descubrir al mejor cantante del país a través de galas y preparación a las que eran sometidos para conquistar al jurado y a los televidentes. El programa fue estrenado el 18 de mayo de 2014 y emitido por RCN Televisión obteniendo 6,4 puntos de audiencia. En su final, marcó 3.1 y terminó con un promedio de 5.2.

## Formato
El formato utilizado está basado en la idea original de Simon Fuller, en la versión colombiana del programa consta de cuatro jurados conocedores del ambiente musical y artístico, quienes además realizan el entrenamiento de los participantes junto a artistas invitados. Este grupo de jueces elegirán en conjunto con el voto popular a un ganador, el cual puede corresponder a cantantes ente 15 y 28 años. El ganador conseguirá un contrato con un sello discográfico para grabar y producir su álbum debut, además de la obtención de un premio en dinero. 
Estos son los cinco escenarios de la competencia de Idol Colombia:
- Escenario 1: Audición para los productores (en esta audición se decide quien canta en frente de los jueces)
- Escenario 2: Audición para los jueces
- Escenario 3: Semana Bogotá (Teatros)
- Escenario 4: Workshops
- Escenario 5: Presentaciones en vivo (finales)

## Resumen
| Inicio             | Fin                 | Ganador           | Segundo         | Presentador         | Jurado                                                    |
| ------------------ | ------------------- | ----------------- | --------------- | ------------------- | --------------------------------------------------------- |
| 18 de mayo de 2014 | 20 de julio de 2014 | Luis Ángel Racini | Daniela Acevedo | Juan Pablo Espinosa | Peter Manjarres Rosario Alejandro Villalobos Eddy Herrera |

En enero de 2014, se inició el proceso de audiciones masivas en busca de los concursantes, proceso de casting que se realizó en Bogotá y otros lugares. Esta instancia de casting se inició formalmente con la liberación de la ficha de inscripción en la página web oficial del programa, estrenada durante enero, donde se dieron a conocer los requisitos para participar.

### Participantes
| Participantes     | Participantes | Edad          | Ciudad                          | Resultado | Días |
| ----------------- | ------------- | ------------- | ------------------------------- | --------- | ---- |
|                   |               |               |                                 |           |      |
| Luis Angel Racini | 33 años       | Medellín      | Ganador de Idol Colombia 1      | 147 días  |      |
| Miranda Yocano    | 21 años       | Miriti-Panama | 2º finalista de Idol Colombia 1 | 147 días  |      |

El ganador de la primera temporada fue Luis Ángel Racini.